# República de Benin
|  | No s'ha de confondre amb República de Benín. |

La República de Benin fou un estat de curta duració proclamada a la costa de Nigèria, anomenada així per la seva capital, Benin City. Es proclamà el 9 d'agost del 1967 a la regió del Mig-oest ocupada per Biafra, governada per un administrador militar biafreny (del 17 d'agost del 1967 - 19 de setembre del 1967 el soldat Albert Nwazu Okonkwo), fins que el 19 setembre del 1967 la República de Benin fou declarada unilateralment (a les 07:00; no fou reconeguda; el mateix Albert Nwazu Okonkwo hi governà), però el 20 del setembre del 1967 acabà quan fou ocupada militarment per Nigèria (a les 13:00).